# Organismo digital
Un organismo digital es un programa informático autorreplicante que muta y evoluciona. Actualmente, los organismos digitales se utilizan como herramienta para estudiar la dinámica de la evolución darwiniana y para probar o verificar hipótesis específicas o modelos matemáticos de evolución. El estudio de los organismos digitales está íntimamente relacionado con el área de la vida artificial .

## Historia
A pesar de su nombre, los organismos digitales se remontan a las primeras computadoras, con el juego Darwin, desarrollado en 1961 en Bell Labs, en el que los programas de computadora tenían que competir entre sí tratando de evitar que otros ejecutaran. Una implementación similar que siguió a esto fue el juego Core War. En Core War, resultó que una de las estrategias ganadoras era replicar lo más rápido posible, lo que privaba al oponente de todos los recursos computacionales . Los programas en el juego Core War también pudieron mutar entre sí sobrescribiendo las instrucciones en la "memoria" simulada en la que tuvo lugar el juego. Esto permitió que los programas de la competencia incrustaran instrucciones dañinas entre sí que causaron errores (terminando el proceso que lo leyó), "procesos esclavizados" (haciendo que un programa enemigo funcione para usted), o incluso cambiar estrategias a mitad del juego y curarse a sí mismos.
Steen Rasmussen, del Laboratorio Nacional de Los Álamos, tomó la idea de Core War un paso más allá en su sistema mundial central al introducir un algoritmo genético que escribía programas automáticamente. Sin embargo, Rasmussen no observó la evolución de programas complejos y estables. Resultó que el lenguaje de programación en el que se escribieron los programas centrales del mundo era muy frágil y, en la mayoría de los casos, las mutaciones destruirían por completo la funcionalidad de un programa.
El primero en resolver el problema de la fragilidad del programa fue Thomas S. Ray con su sistema Tierra, que era similar al mundo central. Ray hizo algunos cambios clave en el lenguaje de programación, de modo que era mucho menos probable que las mutaciones destruyeran un programa. Con estas modificaciones, observó por primera vez programas de computadora que efectivamente evolucionaron de manera significativa y compleja.
Más tarde, Chris Adami, Titus Brown y Charles Ofria comenzaron a desarrollar su sistema Avida, que se inspiró en Tierra pero nuevamente tenía algunas diferencias cruciales. En Tierra, todos los programas vivían en el mismo espacio de direcciones y podían ejecutarse potencialmente o interferir con el código de los demás. En Avida, por otro lado, cada programa vive en su propio espacio de direcciones. Debido a esta modificación, los experimentos con Avida se volvieron mucho más limpios y fáciles de interpretar que aquellos con Tierra. Con Avida, la investigación de organismos digitales ha comenzado a ser aceptada como una contribución válida a la biología evolutiva por parte de un número creciente de biólogos evolutivos. El biólogo evolutivo Richard Lenski de la Universidad Estatal de Michigan ha utilizado ampliamente Avida en su trabajo. Lenski, Adami y sus colegas han publicado en revistas como Nature  y Proceedings of the National Academy of Sciences (EE. UU.).
En 1996, Andy Pargellis creó un sistema similar a Tierra llamado Amoeba que evolucionó a la autorreplicación a partir de una condición inicial sembrada al azar. Más recientemente, REvoSim, un paquete de software basado en organismos digitales binarios, ha permitido simulaciones evolutivas de grandes poblaciones que se pueden ejecutar para escalas de tiempo geológicas.

### Temas relacionados y descripciones generales
- Portal:Evolutionary biology. Contenido relacionado con Evolutionary biology.

- Vida artificial
- Computación evolutiva
- Algoritmos genéticos
- optimización combinatoria
- autómata celular

### Programas específicos
- Lista de simuladores de organismos digitales
- Evolución@Home
- polimundo

1. ↑  Aleph-Null, "Computer Recreations", Software: Practice and Experience, vol. 2, pp. 93–96, 1972
2. ↑  http://avida.devosoft.org/
3. ↑  Lenski, Richard E.; Ofria, Charles; Pennock, Robert T.; Adami, Christoph (2003). «The evolutionary origin of complex features». Nature 423 (6936): 139-144. Bibcode:2003Natur.423..139L. ISSN 0028-0836. PMID 12736677. doi:10.1038/nature01568.
4. ↑  Adami, C.; Ofria, C.; Collier, T. C. (2000). «Evolution of biological complexity». Proceedings of the National Academy of Sciences 97 (9): 4463-4468. ISSN 0027-8424. PMC 18257. PMID 10781045. arXiv:physics/0005074. doi:10.1073/pnas.97.9.4463.
5. ↑  Garwood, Russell J.; Spencer, Alan R. T.; Sutton, Mark D.; Smith, Andrew (2019). «REvoSim: Organism‐level simulation of macro and microevolution». Palaeontology 62 (3): 339-355. ISSN 0031-0239. doi:10.1111/pala.12420.

## Otras lecturas
- O'Neill, Bill (13 de octubre de 2003). «Digital Evolution». PLOS Biology (Public Library of Science (PLoS)) 1 (1): e18. ISSN 1545-7885. PMC 212697. PMID 14551915. doi:10.1371/journal.pbio.0000018.
- Wilke, Claus O.; Adami, Christoph (2002). «The biology of digital organisms». Trends in Ecology & Evolution (Elsevier BV) 17 (11): 528-532. doi:10.1016/s0169-5347(02)02612-5.
- Pargellis, A.N. (1996). «The spontaneous generation of digital "Life"». Physica D: Nonlinear Phenomena (Elsevier) 91 (1–2): 86-96. Bibcode:1996PhyD...91...86P. ISSN 0167-2789. doi:10.1016/0167-2789(95)00268-5.
- Misevic, Dusan; Ofria, Charles; Lenski, Richard E (8 de noviembre de 2005). «Sexual reproduction reshapes the genetic architecture of digital organisms». Proceedings of the Royal Society B: Biological Sciences (The Royal Society) 273 (1585): 457-464. ISSN 0962-8452. PMC 1560214. PMID 16615213. doi:10.1098/rspb.2005.3338.

- Datos: Q4346576